# Heavy Lies the Crown
Heavy Lies the Crown è il quinto album del supergruppo hip hop statunitense Army of the Pharaohs, pubblicato il 21 ottobre del 2014 e distribuito da Enemy Soil.
| Recensione | Giudizio |
| ---------- | -------- |
| AllMusic   | [ 1 ]    |

## Tracce
1. War Machine – 4:30 (musica: Frank Dukes)
2. Blood Storm – 3:44 (musica: Nero)
3. The Tempter & The Bible Black – 3:38 (musica: Stu Bangas)
4. Serpent King – 3:12 (musica: C-Lance)
5. The King's Curse – 3:24 (musica: 7L)
6. Terrorstorm – 5:03 (musica: C-Lance)
7. Conjure the Legions (featuring Lawrence Arnell) – 5:20 (musica: C-Lance)
8. Fed to the Lions – 4:09 (musica: Twiz the Beat Pro)
9. Sword and Bullet – 3:44 (musica: Shuko)
10. Wrath Prophecy – 3:18 (musica: Beatnick Dee)
11. Conversation with a Bullet – 4:18 (musica: Juan Muteniac)
12. The Hate and the Blame (featuring Lawrence Arnell) – 3:55 (musica: Spada4)
13. Becoming the Absolute – 3:30 (musica: DJ Skizz)
14. The Quickening – 4:02 (musica: MTK)

Durata totale: 55:47

## Classifiche
| Classifica (2014)         | Posizione massima |
| ------------------------- | ----------------- |
| Stati Uniti               | 142               |
| US Independent Albums     | 25                |
| US Top Rap Albums         | 14                |
| US Top R&B/Hip-Hop Albums | 27                |